# Gylippus shulowi
Espèce
Gylippus shulowi est une espèce de solifuges de la famille des Gylippidae.

## Distribution
Cette espèce est endémique d'Israël.

## Étymologie
Cette espèce est nommée en l'honneur d'Aharon Shulov.

## Publication originale
- Turk, 1948 : On recent additions to the collection of Solifuga belonging to the Hebrew University of Palestine. Annals and Magazine of Natural History, sér. 12, vol. 1, p. 263–273.